# Mats Rits
Mats Rits (ur. 18 lipca 1993 roku w Antwerpii) – belgijski piłkarz występujący na pozycji pomocnika. Od 2023 występuje w RSC Anderlecht.

## Kariera
W latach 2009–2011 występował w Germinalu Beerschot. W rozgrywkach Eerste klasse zadebiutował 3 października 2009 roku w meczu z KVC Westerlo (3:1). W lipcu 2011 roku został piłkarzem Ajaxu Amsterdam. W 2013 roku przeszedł do KV Mechelen, a w 2018 do Club Brugge. W 2023 został zawodnikiem RSC Anderlecht.